# Entwicklung der Modelleisenbahn in Europa

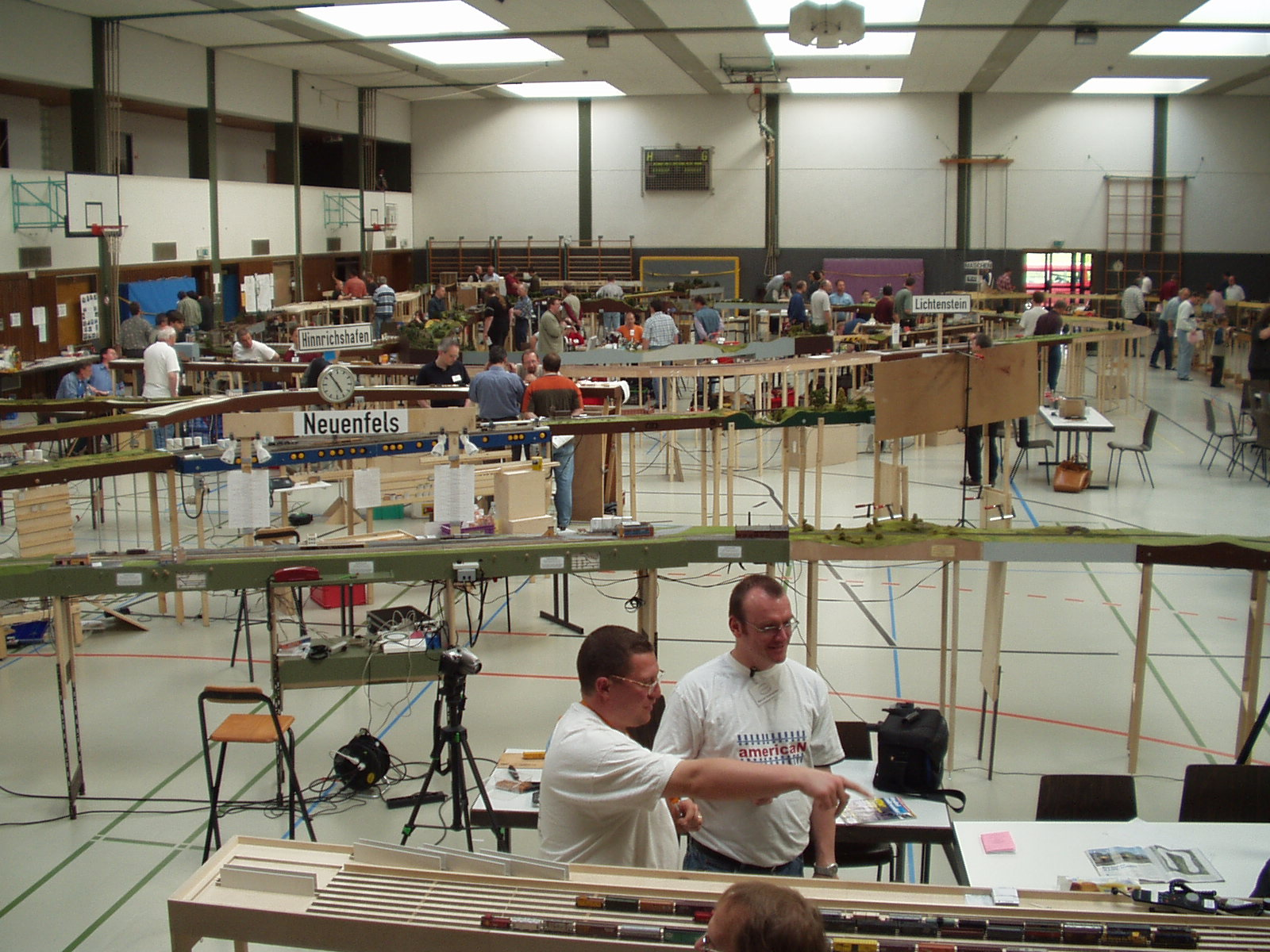
FREMO-Jahrestagung 2003 in Calw – verschiedene Modellbahn-Modulanlagen in einer Dreifeldturnhalle

## Von der Kinderspielzeugeisenbahn zur Modelleisenbahn
Von den Anfängen der Modelleisenbahn – oder damals eher Spielzeugeisenbahn – gibt es bis heute eine durchgehende Tendenz zu mehr Orientierung am Vorbild. Da eine Modelleisenbahn jedoch auch heute teilweise als Spielzeug dient, gibt es heute unter den Anhängern eine sich immer weiter verschärfende Lagerbildung in Spielbahner, für die das Ganze ein hochwertiges Spielzeug ist, „Nietenzähler“, die das Vorbild so exakt wie möglich nachbilden wollen, und Sammler, welche die Modelle entweder rein zum Selbstzweck sammeln, oder aber auf eine Wertsteigerung hoffen. Obgleich die Grenzen beider Gruppen oft nicht streng gezogen werden können, ist die Toleranz für die jeweils andere Gruppe sehr schwach ausgeprägt.
Die Entwicklung auf den britischen Inseln ist spätestens nach dem Zweiten Weltkrieg bis in die 2010er-Jahre völlig von der in Kontinentaleuropa abgekoppelt und wird daher hier nicht behandelt. In den letzten Jahren gleichen sich die englischen Hersteller zunehmend an die kontinentaleuropäischen Normen an, so dass viele neuere Modelle aus England auch problemlos auf hiesigen Modellbahn-Anlagen einsetzbar sind.

### Historische Entwicklung der Spielzeug- und Modelleisenbahn
Die klassischen Spiel- und Modelleisenbahnen wurden bereits Anfang des 20. Jahrhunderts für die Nenngröße 1 im Maßstab 1:32 und 0 im Maßstab 1:45 in größerem Umfang gebaut. Bekannte Hersteller waren u. a. Bassett-Lowke, Bing, Carette und Märklin. Bedingt durch den begrenzten häuslichen Platz, konnten Fahrzeuge, Gebäude und anderes Zubehör aber meist nur vereinfacht nachgeahmt werden. Die Lokomotiven und Wagen wurden meist stark verkürzt und mit vereinfachten Achsfolgen gebaut. Dennoch gab es Lokomotiven und Wagen die maßstäblich nachgebaut wurden, diese waren aber teuer und nur einem begrenzten Käuferkreis vorbehalten.

### Die wirtschaftliche Entwicklung
Insbesondere im deutschsprachigen Raum war die Modellbahn in den 1960er und 1970er Jahren ein Massen-Hobby bei älteren Kindern; insbesondere Jungen im Schulalter besaßen sehr häufig eine Modellbahn, die sich hierbei über den Hersteller – in Westdeutschland Märklin, Trix oder Fleischmann – definierte. Die Systeme dieser drei waren in weiten Teilen zueinander inkompatibel und die Sortimente überschaubar. Einen Sonderfall stellte im deutschsprachigen Raum die Situation in der DDR dar, wo bis zur Wirtschafts- und Währungsunion 1990 eine staatlich gelenkte Spielzeugindustrie mit mehreren in Kombinaten zusammengefassten Herstellern Modelleisenbahnen herstellte.
Im Laufe der Zeit kamen weitere Anbieter auf den Markt, darunter Jouef, Kleinbahn, Liliput, Lima und Roco. All diese Anbieter übernahmen das 1948 von Kleinbahn eingeführte Zweileiter-Gleichstromsystem, das heute international dominiert. Märklin konnte sein Mittelleiter-Wechselstromsystem in Westeuropa halten, viele Anbieter boten und bieten ihre Modelle hierfür angepasst an. Trix passte sich hingegen in den 1970er Jahren selbst an das Zweileiter-Gleichstromsystem an, während ihr eigenes Dreileiter-Gleichstromsystem an Bedeutung verlor.
Viele der neuen Anbieter setzten auf niedrigere Preise. Insbesondere bei Kleinbahn, Lima oder Jouef wurden diese durch eine schon für die damalige Zeit sehr einfache Detaillierung erreicht; bei Roco durch eine begrenzte Abwärtskompatibilität. Durch die preiswerteren Angebote leisteten diese Unternehmen vor allem in den 1970er und 1980er Jahren einen heute kaum mehr nachvollziehbaren Beitrag für Einsteiger in das Hobby Modelleisenbahn.
Auf die aufkommende Informationstechnik reagierten die Hersteller in den 1980er Jahren durch die Markteinführung von Systemen, bei denen mehrere Züge, so diese mit einem entsprechenden Dekoder-Baustein ausgestattet sind, unabhängig voneinander gesteuert werden können. Dabei entwickelten diverse Hersteller eigene, zu den anderen Anbietern stets inkompatible Systeme. Zudem war eine solche Steuerung anfänglich sehr teuer (der Preis einer Modell-Lokomotive erhöhte sich um bis zu 70 % mit dem Dekoder-Baustein, wenn er ab Werk eingebaut war; für die Umrüstung im Fachhandel kamen neben den Hardwarekosten noch etwa 30 % des Preises als Arbeitskosten hinzu; die Basisgeräte waren in der Anschaffung sehr teuer) und – systembedingt – nur begrenzt abwärtskompatibel. Eine Steuerung über einen PC war möglich; derartige Systeme spielen jedoch bis heute kaum eine Rolle. Im Laufe der Zeit wurden zwar die Kosten geringer und bei der Zahl der angebotenen Systeme setzte eine Marktbereinigung ein, trotzdem ist die Ausrüstung von Fahrzeugmodellen mit Dekodern weiterhin teuer und nicht unproblematisch für den Betrieb.
Zu den steigenden Ansprüchen an die Detaillierung kam in den 1970er Jahren auch die Aufteilung des Marktes nach dem dargestellten Vorbildzeitraum hinzu. War bisher stets das derzeit Aktuelle als Vorbild interessant gewesen, blieb später der Zeitraum von 1950 bis 1970 der dominierende Vorbildzeitraum – entsprechend der erlebten Kindheit der meisten Modellbahner.
Neue Hobby-Modelleisenbahner gibt es jedoch immer weniger. Immer wieder vorgebrachte Gründe hierfür sind vor allem in den Preisen, die Jahr für Jahr teilweise deutlich über der Inflationsrate stiegen, und der zunehmenden Verbreitung von Spielkonsolen und PCs in den Haushalten zu suchen. Diese Gründe sind jedoch nicht durch Untersuchungen belegt.
Weiterhin sind Berührungspunkte junger Menschen in Deutschland mit den Vorbildern der Deutschen Bahn wegen des stark zugenommenen Individualverkehrs und der Stilllegung vieler Strecken in der Fläche (6467 km zwischen 1990 und 2019) weniger geworden. Als Gegenbeispiel kann – mit Einschränkungen – Japan gelten, wo die Shinkansen-Expresszüge bei Kindern und Jugendlichen einen sehr hohen Bekanntheits- und Beliebtheitsgrad aufweisen. Zudem ist dort Bahnfahren für die meisten Schülerinnen und Schüler eine Alltäglichkeit. Bezeichnend ist daher, dass die japanischen Modellbahnhersteller trotz ebenfalls weit verbreiteter Computerspiele und dank gelungener Marketingstrategien weitgehend krisenfrei sind.
Eine Werbung für Modelleisenbahnen außerhalb der Fachpresse findet heute praktisch nicht mehr statt – in der Vergangenheit waren dagegen Anzeigen der großen Hersteller in Mickey-Mouse-Magazinen oder in der Vorweihnachtszeit gar im Spiegel üblich.
Darüber hinaus teilen sich die Käufer zunehmend in drei Gruppen auf: einerseits Spielzeugeisenbahner, für die nur der Spielwert der Modelle zählt, Detaillierung hingegen zumeist eher als unnötige Preistreiberei und unnötige Defektquelle angesehen wird; anspruchsvolle Modelleisenbahner, die versuchen, eine Vorbildsituation so genau wie möglich nachzubilden und dabei auch auf kleinste Details achten; sowie Sammler, die eine vielfältige Zahl von Modellen sammeln möchten, und teilweise auf eine Wertsteigerung hoffen. Die Hersteller versuchten, alle drei Gruppen zufriedenzustellen, woraus Modelle entstanden, die teuer, anfällig und kompromissbehaftet sind. Dieser Trend hält bis heute an.
Beginnend Mitte der 1990er Jahre, verstärkt aber ab Mitte der 2000er Jahre zeigten diese veränderten Rahmenbedingungen dramatische Wirkungen. Zunächst gingen die Stückzahlen der produzierten Modelle zurück, was noch durch knappere Gewinne und deutliche Preissteigerungen aufgefangen wurde, zuletzt brachen dann aber bei einigen wichtigen Anbietern die Umsätze zusammen.
Die Hersteller reagierten auf die reduzierten Stückzahlen nahezu ausschließlich durch das Erhöhen der Preise, bei weiterer Auffächerung der Angebote. Einsparpotentiale wie Fertigung in Niedriglohnländern oder Managementreformen innerhalb der Firmen wurden lange Zeit völlig ausgelassen und werden es teilweise heute noch. Einige kleinere Hersteller setzen diese Punkte jedoch wiederum sehr massiv um, wodurch sie in das gewohnte Preisgefüge eingreifen und so Zweifel an den Preisen der anderen Hersteller aufkommen lassen. Einen ähnlichen Effekt haben Vergleiche mit England oder den USA, wo ebenfalls teilweise höhere Detaillierung und Ausstattung für deutlich geringere Preise angeboten wird.
Manche Konsumenten geben den Kosten für die Entwicklung technischer Eigenschaften, die sie selbst nicht benötigen, die Schuld oder haben kein Interesse oder keine Ressourcen, ihre bestehenden Anlagen an neuere Entwicklungen anzupassen, so dass die Abwärtskompatibilität mit teilweise sehr alten Normen, besonders im Bereich der Räder, erhalten bleiben muss; andererseits aber auch Kunden befriedigt werden wollen, die hier auf dem aktuellen Stand der Technik und absoluter Maßstäblichkeit bestehen. Die Sammler wiederum wünschen sich mitunter die Realisierung seltener oder exklusiver Modellvarianten, die von vornherein nur in extrem kleinen Stückzahlen absetzbar sind. Seitens der Hersteller wurde versucht, beide Gruppen durch die gleichen Produkte zu bedienen, was im Endeffekt zu teuren und anfälligen Kompromissmodellen führte, die keinen wirklich zufriedenstellen.
In der Folge dieser Entwicklung stiegen die Umsätze für Modelleisenbahnen zwar zunächst, jedoch bei immer geringeren Margen. Vor allem ab 2005 sanken dann auch die Umsätze der etablierter Anbieter massiv. Bereits in den 1990er Jahren übernahm zunächst die italienische Firma Lima eine Reihe von Anbietern, die oftmals durch das Angebot technisch nicht mehr zeitgemäße Modelle in finanzielle Schieflage geraten waren, wie Arnold, Rivarossi und Jouef. Infolge der Akquisitionen und aufgrund überhöhter Preisvorstellungen kollabierte jedoch der gesamte Lima-Konzern Anfang des neuen Jahrtausends. Der britische Hornby-Konzern, der die Lima-Gruppe nach ihrer Insolvenz übernommen hat, beginnt zögerlich, die nun teils nicht mehr dem Stand der Technik entsprechenden Modelle wieder auf den Markt zu bringen.
Im Jahre 1996 wurde die Firma Trix durch Märklin übernommen. Ab 2005 gerieten die Anbieter Märklin, Roco, LGB, Klein Modellbahn, Mehano und Fleischmann in finanzielle Schieflage. Märklin wurde von Finanzinvestoren übernommen, übernahm dann selbst LGB, musste jedoch Anfang 2009 Insolvenz anmelden, aus der das Unternehmen nach dem 21. Dezember 2010 einen Neustart angehen konnte.
Roco und später Fleischmann gingen in der neu gegründeten Modelleisenbahn Holding auf. Klein Modellbahn stellte den Betrieb ein, und Mehano verlagerte die Produktion aus Slowenien nach China. Einzig das ostdeutsche Unternehmen Piko zeigt sich unter den großen Anbietern weitgehend stabil.
Im traditionellen Spielwarenfachhandel und in den Kaufhäusern führt die Modelleisenbahn nur noch eine bescheidene Randexistenz – viele Kunden werden in spezialisierten Fachgeschäften bedient, deren Angebot breiter ist und als qualitativ besser gilt, deren Zahl aber auch beständig geringer wird. Ähnlich wie in vielen anderen Branchen verlagert sich der Handel zunehmend ins Internet und konzentriert sich auf eine immer kleiner werdende Zahl an immer größer werdenden Online-Shops.

### Gebrauchtware
Um 1970 erwachte das Interesse an gebrauchten Modellbahn-Artikeln, so dass in Deutschland ein Gebrauchtwarenhandel sowohl in neu entstandenen kleinen Geschäften als auch auf speziellen Modellbahnbörsen entstand. Die Gebrauchtwaren-Läden nahmen später meist auch Neuware auf, insbesondere auch von anderen Firmen als den üblichen großen Drei (Märklin, Fleischmann und Trix), die traditionell bei Spielwaren- und Schreibwarenläden gehandelt wurden, und verbreiteten so die für Deutschland neuen Artikel (insbesondere auch Roco). Die Modellbahnbörsen erreichten gegen Ende der 1990er und Anfang der 2000er Jahre vor dem Aufkommen von Internet-Auktionsplattformen wie beispielsweise eBay ihren Höhepunkt. Gerade auf eBay hat sich in diesem Zusammenhang ein Angebot entwickelt, in dem nahezu jeder auch ältere Artikel immer verfügbar ist. Dies führt zu deutlich gesunkenen Preisen sowohl bei der Gebrauchtware wie auch bei der sich nur zögerlich weiterentwickelnden Neuware.
Die Modelleisenbahn, vielfach Modelle der Firma Märklin, haben somit ihren Ruf als Wertanlage verloren. Dieser führte zudem in der Vergangenheit dazu, dass die Modelle sehr sorgfältig aufbewahrt wurden und daher heute in großer Zahl und gutem Zustand auf den Markt kommen, was ebenfalls zu niedrigeren Preisen führt. Nur wenige und seltene Modelle (zumeist aus der Zeit vor oder unmittelbar nach dem Zweiten Weltkrieg) erzielen einen hohen Preis. Die meisten neueren Modelle kommen nun, wie bei jedem anderen Sammelgegenstand wie beispielsweise Briefmarken oder Waffen, kaum mehr auf den ursprünglichen Preis. Die in Sammlerkatalogen genannten Preise sind vielfach mehr oder weniger Wunschvorstellungen bei neuwertigem Zustand. Als realistischer wird heute der durchschnittliche Preis auf Online-Auktionsplattformen oder Auktionen angesehen. Als weiterer Grund wird in Fachkreisen eine Neuheitenflutpolitik des Herstellers gesehen, die viele Sammler, die zuvor auf Vollständigkeit setzten, aus finanziellen Gründen zu Einschränkungen gezwungen hatte.

### Gegenwärtige Entwicklung
Seit der Insolvenz des damals drittgrößten Anbieters Roco im Sommer 2005 ist in der gesamten Branche ein Umdenken zu erkennen. Die Hersteller fangen wieder an, über die Preise miteinander zu konkurrieren, anstatt jede Lücke im Sortiment mit einem exklusiven aber oftmals kompromissbehafteten Modell zu füllen. In den meisten westeuropäischen Ländern hat diese Entwicklung bereits dazu geführt, dass die Hersteller ihre Modelle erst dann wieder ankündigen, wenn diese nahezu serienreif sind, anderenfalls würde die Konkurrenz das gleiche Modell sofort ebenfalls minimal günstiger anbieten. Dies führt zu einigen interessanten Veränderungen, so verzichtet selbst Märklin hier auf größere Kompromisse, die für die sonst in den Vordergrund gestellte Abwärtskompatibilität zu alten Gleissystemen und Gewohnheiten erforderlich wären.

Einige Lok-Modelle aus dem Hobby-Sortiment von Piko

Piko, ein Anbieter aus Thüringen, hat einen Schwerpunkt auf einfache und moderne Lokomotivmodelle zu Preisen von etwa einem Drittel vergleichbarer „Hochpreismodelle“ und andere „Hobbyartikel“ gelegt, die zu minimalen Herstellungskosten in China gefertigt werden und damit das bekannte Preisgefüge völlig verändern. In diesem Hobbybereich macht Piko inzwischen ein Großteil des Umsatzes. Ähnliche Modelle werden inzwischen von Märklin, dem slowenischen Hersteller Mehano und Roco angeboten, wobei die Abstände zu den „normalen“ Modellen in Preis und Detaillierung auch innerhalb eines Herstellers stark differieren. Diese Hersteller bieten zudem wieder vermehrt Startsets in Sicht- und Reichweite von Kindern, insbesondere bei Discountern an.
Den Herstellern kommt entgegen, dass im Zeitalter des Wettbewerbs auf der Schiene und der Deregulierung der europäischen Bahnen viele mögliche Farbvarianten ein und desselben Fahrzeugtyps möglich sind. Das rührt daher, dass inzwischen die meisten Bahngesellschaften nur noch „Material von der Stange“ kaufen, statt eigene Fahrzeugtypen konstruieren zu lassen. Somit lassen sich oftmals aus einer Form dutzende von Farbvarianten erzeugen und die gleiche Form europaweit nutzen. Entsprechend bestehen diese Hobby-Sortimente auch fast ausschließlich aus solchen modernen Fahrzeugen oder aus Fahrzeugtypen, die von den ehemaligen Staatsbahnen an diverse Mitbewerber verkauft wurden.
Parallel dazu sind einige neue Kleinanbieter wie Heris, L.S.Models, Railtop, ACME und Alphatrain auf dem Markt erschienen, die ihre Modelle konsequent im Niedriglohnland China fertigen und auf einen Großteil der Strukturen traditioneller Anbieter verzichten. Auf ein gleichbleibendes Katalogprogramm wird weitgehend verzichtet, Modelle werden nur begrenzt aufgelegt. Damit entfällt das Problem der so genannten Altlasten traditioneller Hersteller. Außerdem kann damit ein größerer Variantenreichtum angeboten werden, was den Wünschen spezialisierter Kunden entgegenkommt. Nachteil ist, dass bestimmte Modelle nach dem Produktionszeitraum oft schwierig zu finden sind und für den Hobbyeinsteiger nicht mehr zur Verfügung stehen. Gerade bei Reisezugwagen hat sich hier ein Wettbewerb über die Detaillierung im Wageninneren und am Wagenboden entwickelt. Waren so noch vor wenigen Jahren einteilige, nur angedeutete Inneneinrichtungen in den Wagenmodellen völlig normal, ist man inzwischen teilweise zu mehrteiligen, eingesetzten Sitzen, bedruckten Abteiltüren und dargestellten Gepäcknetzen übergegangen. Auch Kleinteile zur Zurüstung von Pufferbohlen der Vitrinenmodelle sind inzwischen Standard. Die traditionellen Hersteller sind in den letzten Jahren ebenfalls dazu übergegangen, viele ihrer Modelle oft nur noch als Einmalauflage anzubieten bzw. in rascher Folge die Versionen oder Epochen zu wechseln. Der dadurch entstehende höhere Arbeitsaufwand und immer geringere Stückzahlen sorgten allerdings branchenweit für drastisch steigende Preise.

## Wandel im Vertrieb von Modelleisenbahnen

### Spielwarenfachgeschäfte
Lange Zeit, das heißt bereits vor den 1930er Jahren und auch noch danach, bis zum Aufkommen der Warenhäuser und Kaufhäuser in den 1970er Jahren, wurden Modelleisenbahnen in darauf spezialisierten Fachgeschäften vertrieben, die sich damit primär ihr Angebot in ihrem bestehenden Umfeld erweiterten und damit ihre Fachausbildung und ihr Fachwissen im Verkauf der Modelleisenbahnprodukte einfließen lassen konnten. Damals war es nicht unüblich, dass Optikergeschäfte auch Modelleisenbahnen und andere technische Spielwaren verkauften. Selbstverständlich fand sich auch ein Angebot an Modelleisenbahnen in den damaligen Spielwarenfachgeschäften sowie in den dementsprechend ausgerüsteten Spielwarenabteilungen großer Warenhäuser.

### Warenhäuser und Discounter
Im Verlauf der 1970er Jahre entstanden dann die ersten reinen Modelleisenbahnfachgeschäfte. Zeitgleich rüsteten mehrere damalige Discounter ihr Angebot auf den Modelleisenbahnmarkt aus. Während die Modelleisenbahnfachgeschäfte eher auf die kaufkräftige vorbildorientierte Käuferschaft und schon damals auf Kleinserienhersteller setzten, setzten die Discounter auf die kostengünstigen Massenprodukte der Modelleisenbahnbranche sowie auf eher den Spielzeugeisenbahnen zuzuschreibenden Marken.
Typisch, und dies zum Teil bis heute, sind für den Verkauf in den großen Fachgeschäften, Warenhäusern und den Spielwarenhausketten, dass die entsprechenden Angebote mit Demonstrations-Modelleisenbahnanlagen untermauert sind. In den kleinen Fachgeschäften war dies eher die Ausnahme.
Bis weit in die 1990er Jahre und zum Teil noch heute werden in der vorweihnachtlichen Zeit die Demonstrations-Modelleisenbahn ins Zentrum gerückt. An diesen Anlagen, mit meist etwas überladenen Landschaften und mehreren im Kreise herumfahrenden Zügen, haben sich viele Kinder nicht nur die Nase an den Schutzgläsern gedrückt, sondern den ersten Eindruck einer Modelleisenbahnanlage geholt und sind bis heute beim Hobby Modelleisenbahn geblieben.

### Versandhandel
Bereits Mitte der 1990er Jahre war die Modelleisenbahn, abgesehen von einigen Aktionsangeboten, wieder aus den Discount-Geschäften verschwunden. Seither ist die Modelleisenbahn für den Kunden meistens nur noch in den spezialisierten Fachgeschäften sowie speziell eingerichteten Abteilungen in den Spielwarenhausketten (in Deutschland auch in den großen Kaufhäusern) erhältlich. Seit den 2000er Jahren hat zudem das Angebot im Versandhandel, bedingt durch das Internet, sprunghaft zugenommen, dies auf der Grundlage eines bestehenden Angebotes von Versandhandelsunternehmen, die sich auf fremdländische Produkte spezialisiert oder aber inländische Produkte unter den Marktpreisen vertrieben haben.
Auch dies führte dazu, dass einzelne Hersteller damit begonnen haben, Produkte auch zur Direktbestellung anzubieten. Ebenso haben Hersteller damit begonnen, Anforderungen an die Grundausstattung der Händler zu stellen, ähnlich wie dies bei anderen Markenprodukten, beispielsweise in der Mode- oder Uhrenbranche, in den Warenhäusern längst üblich ist.

### Spielzeugeisenbahnen

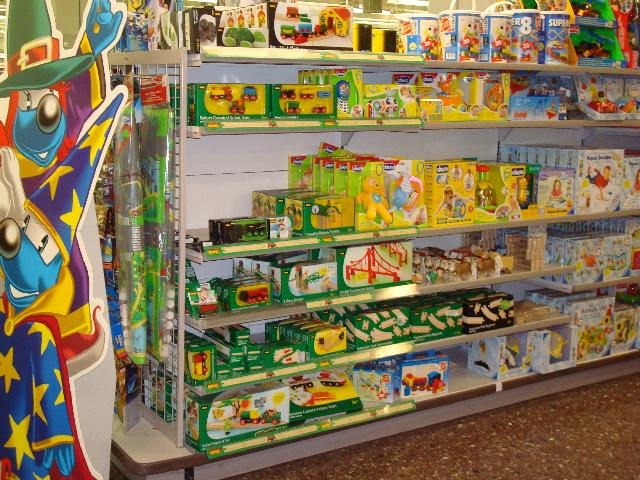
Selbstbedienung im Discountgeschäft

Ganz anders sieht es in den 2000er Jahren bei den so genannten Spielzeugeisenbahnen aus. Während, wie im Kapitel Versandhandel erwähnt, die Modelleisenbahnen aus den Discount-Geschäften wieder weitgehend verschwunden sind, buhlen die Produkte der Spielzeugeisenbahnen nach wie vor mit ihrem umfangreichen Zubehör in allerbester Lage um die Kundschaft. Neben den traditionellen, in den Kreisen der Modelleisenbahner nicht genormten Systemeisenbahnen der Firmen Brio und Lego dominieren auch die Produkte der Firma Playmobil in der Nenngröße IIm die Regale. Da die Produkte teilweise bereits für Kinder ab circa 3 Jahren ausgelegt sind, sind die Voraussetzungen für einen Einstieg in das Hobby Modelleisenbahn eigentlich in einer nach wie vor äußerst günstigen Form gegeben. Die erwähnten großen Drei, wie auch viele Mitbewerber, setzen aber weniger auf maßstäbliche Modelleisenbahnen, sondern auf eine Nachahmung des Vorbildes unter Beachtung möglichst großen Spielwertes.